# کمر

کمر

کمر یا کجکمر یا لومبار (lumbar) (در فرهنگ فارسی معین و لغت‌نامه دهخدا) ناحیه‌ای از تنه است که از بالا محدود به سطح افقیست که از کنار تحتانی دوازدهمین زوج دنده‌های قفسهٔ سینه می‌گذرد و از پایین محدود به سطحی افقی می‌شود که از تاج خاصره عبور می‌کند. ناحیهٔ کمری که معمولاً به نام کمر خوانده می‌شود، در قسمت جلو محدود به سطح داخلی تنه‌های مهرهٔ کمری است که در پشت امعاء و احشاء در ناحیهٔ شکم قرار دارند و از قسمت خارج یا خلف، عضلهٔ خارجی کمری و پوست بدن در این قسمت آن را محدود کرده‌است.
 در ناحیه کمری انحنای ستون فقرات به جلو به‌سمت حفره شکمی می‌باشد. لامبار از حدود ۵ یا ۶ اینچ زیر استخوان کتف یا اسکاپولا شروع می‌شود و در بالا به قوس توراسیک یا قوس سینه‌ای مرتبط و از پایین تا ستون فقرات خاجی ادامه می‌یابد. در آناتومی کمر بخشی از شکم (ابدومن) است.
لامبار (lumbar) از کلمه lumbus به‌معنی شیر گرفته شده‌است و دقیقاً مؤید نامش می‌باشد چرا که قدرت و انعطاف‌پذیری از جهت بلند کردن اجسام، چرخیدن و خم شدن را در خود دارد.
در آناتومی چهارپایان، لامبار یا کمر به بخش شکمی جثهٔ بین دیافراگم و لگن گفته می‌شود. این ناحیه در واقع به ستون فقرات کمری و نواحی اطراف آن اشاره دارد.
در آناتومی انسان ۵ مهره کمر بزرگ‌ترین و قوی‌ترین مهره‌ها در بخش قابل حرکت ستون فقرات می‌باشند که نبود مجرا در زائده عرضی(transverse process) از ویژگی‌های آنان می‌باشد.

## ستون فقرات کمری
ستون فقرات کمری دارای مشخصه‌های اختصاصی زیر می‌باشد:
- در ستون فقرات بیشترین وزن را مهره‌های ستون فقرات کمری تحمل می‌نمایند که بزرگ‌ترین مهره‌ها در ستون فقرات می‌باشند به طوری که مهره‌ها در این قسمت قادر به تحمل کل جثه می‌شوند.
- دو بخش انتهایی لامبار به نام L4-L5 و L5-S1، شامل مهره‌ها و دیسک‌ها، بیش تر وزن را تحمل می‌نمایند و بنابراین بیشترین احتمال آسیب در این قسمت رخ می‌دهد.
- ستون فقرات کمری در مفصل Lumbosacral (L5-S1 (به استخوان خاجی متصل می‌شود. این اتصال امکان چرخش را فراهم می‌سازد بنابراین لگن و ران‌ها هنگام راه رفتن و دویدن آویخته هستند و امکان حرکت ایجاد می‌شود.
- طناب نخاعی از انتهای جمجمه در میان ستون فقرات گسترش می‌یابد و تا T12-L1 جایی که ستون فقرات توراسیک (سینه‌ای) به ستون فقرات کمری می‌رسد ادامه پیدا می‌کند. در این نقطه رشته‌های عصبی بیشماری از طناب نخاعی مشتق شده و تا پایین‌ترین اندام‌های تحتانی همچون باسن و پاها گسترش می‌یابند. از آن جهت که طناب نخاعی در میان ستون فقرات کمری ادامه پیدا نمی‌کند آسیب به این نقطه به ندرت سبب ایجاد مشکل در سیستم عصبی یا فلج می‌گردد. طناب نخاعی در مهره‌های L1 – L2 به پایان می‌رسد. بافت عصبی که در زیر این بخش گسترش می‌یابد رشته‌های مجزای عصبی هستند که مجموعاً cauda equine را شکل می‌دهند. در بین هر مهره لامبار یک ریشهٔ عصبی وجود دارد و این ریشه‌های عصبی دوباره برای تشکیل بزرگ‌ترین عصب منفرد در بدن انسان به نام عصب سیاتیک با یکدیگر جمع می‌شوند. عصب سیاتیک به پا منتقل می‌گردد به همین دلیل یک ناهنجاری مثل فتق دیسک در ستون قفرات کمری با تأثیر گذاشتن بر ریشه‌های عصب می‌تواند سبب ایجاد دردی گردد که در امتداد با عصب سیاتیک تا پایین پا کشیده شود.
- چندین ماهیچه در کمر وجود دارد که به چرخش، انعطاف‌پذیری و قدرت ستون فقرات کمک می‌کنند. احتمال صدمه دیدن این ماهیچه‌ها به ویژه در هنگام بلند کردن یک جسم سنگین یا بلند کردن در حال چرخش وجود دارد. کشیدگی ماهیچه در کمر می‌تواند بی‌نهایت دردناک باشد اما معمولاً ظرف چند روز یا هفته بهبود پیدا خواهد کرد.

ستون فقرات کمری بیشتر وزن بدن را تحمل می‌کند و بیشترین انعطاف‌پذیری را ایجاد می‌نماید، ترکیبی از قدرت و ظرافت که آن را مستعد آسیب دیدن می‌کند به همین جهت شکایت از کمر درد بسیار شایع است.

## کمر درد
کمردرد یکی از شایع‌ترین مسائلی است که هر فرد در طول عمر خود به آن مبتلا می‌شود. درد کمر به‌علل مختلفی می‌تواند بروز کند از جمله: بیرون زدگی دیسک، فیبروزیت، آرتریت پشتی، رماتیسم، سیاتیک و…

بسیاری از کمر دردها به دلیل نتایج وضعیت‌های آناتومیکی نادرست است، که می‌توان به نشستن‌های نادرست اشاره کرد.

برای تصحیح نشستن باید لوردوزی کمر را درست کنیم که این امر به کمک پشتی‌های طبی امکان‌پذیر است.
یکی از راه‌های تشخیص بیماریهای ناحیه کمر استفاده از میلوگرافی یا دستگاه میلوگرام است.